# 미생물총 접근가능 탄수화물
미생물총 접근가능 탄수화물은 약칭으로 맥(MAC)이라고 하는데 Microbiota-Accessible Carbohydrates의 약자로, 인체는 소화하지 못하지만 장내 미생물은 소화할 수 있는 탄수화물을 의미한다.
2014년 스탠퍼드대학 저스틴 소넨버그 교수가 학술지 <세포 대사(Cell Metabolism)>에 발표한 논문에 처음 등장한 개념으로, 식물에 포함된 탄수화물 가운데 장내 미생물이 이용 가능한 복합 탄수화물을 말한다. 밀가루나 쌀에 포함된 전분과 달리, 구조가 복합하여 인체의 소화액으로 분해되지 않으며, 대장에 이르러 장내 미생물들의 먹이가 된다. 장내 미생물은 MAC을 이용해 ‘짧은사슬지방산’이라는 건강에 이로운 물질을 만들어 낸다.
MAC은 주로 식이섬유를 통해 섭취할 수 있으며, 장 점액층 또는 장내 미생물에 의해서 생성되기도 한다. 식이섬유를 구성하는 복합 탄수화물은 백미, 밀가루 음식, 탄산음료에 풍부한 단순당, 전분류의 단순 탄수화물과는 달라서 소장에서 전부 흡수되지 않고 대장까지 도달하여 미생물이 이용 가능하다.
장내 미생물은 종에 따라서 이용할 수 있는 MAC이 다르다. 어떤 미생물 종은 사과껍질에 있는 펙틴(Pectin)을 이용하며, 어떤 미생물 종은 보리껍질에 포함된 베타글루칸(beta glucan, β-glucans)을 이용할 수 있다. 따라서 장내 미생물의 다양성을 늘리기 위해선 다양한 MAC을 섭취하는 것이 중요하다.

## 종류
MAC의 핵심은 정제하지 않고 전분 함유량이 적은 채소나 버섯, 등을 껍질째 먹는 것이다.
- 곡류: 밀, 호밀, 보리 등 가공하지 않은 곡류
- 콩류&견과류: 콩, 피스타치오, 연두부 등
- 과일류: 껍질째 먹는 과일로, 사과, 체리, 자두, 아보카도 등
- 채소류: 녹말의 양이 적은 채소류로, 양파, 마늘, 브로콜리, 연근, 비트, 당근, 버섯 등
- 해조류: 김, 미역, 다시마
- 엽채류: 양배추, 치커리, 케일 등
- 버섯류

## 프리바이오틱스와의 차이점
프리바이오틱스는 1995년 처음 등장한 개념으로, 건강에 이롭다고 알려진 유산균, 비피도박테리움 등의 프로바이오틱스균의 생장을 돕는 물질이다. 프리바이오틱스도 넓은 의미의 MAC에 포함된다.